# Liste der Abgeordneten zum Landtag von Niederösterreich (XVII. Gesetzgebungsperiode)
- ÖVP: 31
- SPÖ: 15
- FPÖ: 6
- GRÜNE: 4

Diese Liste der Abgeordneten zum Landtag von Niederösterreich (XVII. Gesetzgebungsperiode) (Stand 1. Juli 2010) listet alle ehemaligen und aktiven Abgeordneten zum Landtag von Niederösterreich in der XVII. Legislaturperiode (von 2008 bis 2013) auf. Die konstituierende Sitzung des Niederösterreichischen Landtags fand am 10. April 2008 statt. In dieser Sitzung wurden nach der Angelobung der Landtagsabgeordneten die Mitglieder der Niederösterreichischen Landesregierung Pröll V gewählt. Die Regierungsmitglieder verzichteten in der Folge auf ihre Landtagsmandate und waren nur kurze Zeit während der Sitzung Abgeordnete zum Niederösterreichischen Landtag.
Seit der Landtagswahl am 9. März 2008 entfallen von den 56 Mandaten 31 auf die Österreichische Volkspartei (ÖVP), die damit ihren Mandatsstand und die absolute Mehrheit halten konnte. Die Sozialdemokratische Partei Österreichs konnte 15 Mandate auf sich vereinigen, wobei sie gegenüber der Landtagswahl 2003 vier Mandate verlor. Die Freiheitliche Partei Österreichs (FPÖ) konnte ihren Mandatsstand von zwei auf sechs Mandate erhöhen, während Die Grünen – Die grüne Alternative (GRÜNE) unverändert bei vier Mandaten verblieben.

## Funktionen

### Landtagspräsidenten
Nach dem Ausscheiden des bisherigen Landtagspräsidenten Edmund Freibauer nach der Landtagswahl 2008 wurde der bisherige Dritte Landtagspräsident Johann Penz (ÖVP) mit 54 von 56 Stimmen (bei zwei ungültigen Stimmen) in der konstituierenden Sitzung zum neuen Landtagspräsidenten gewählt. Auch das Amt des Zweiten Landtagspräsidenten wurde in der neuen Gesetzgebungsperiode neu besetzt. Statt des bisherigen Amtsinhabers Ewald Sacher (ÖVP) übernahm in der konstituierenden Sitzung Herbert Nowohradsky (ÖVP) dieses Amt, nachdem er 52 von 56 Stimmen (bei vier ungültigen Stimmen) erhalten hatte. Alfredo Rosenmaier (SPÖ) wurde schließlich mit demselben Ergebnis wie Nowohradsky in das Amt des Dritten Landtagspräsidenten gewählt.

### Klubobleute
Innerhalb des „Landtagsklubs der Volkspartei Niederösterreich“ übernahm Klaus Schneeberger die Funktion des Klubobmanns, wobei er diese Funktion bereits in der abgelaufenen Gesetzgebungsperiode ausgeübt hatte. Helmut Cerwenka übernahm zu Beginn der Gesetzgebungsperiode das Amt des Klubobmanns des „Klubs der Sozialdemokratischen Landtagsabgeordneten Niederösterreichs“ von Hannes Weninger, nachdem dieser in den Nationalrat gewechselt war. Nachdem Cerwenka am 22. April 2010 aus dem Landtag ausgeschieden war, übernahm Günther Leichtfried sein Amt. Die Abgeordneten der FPÖ bildeten nach der Wahl den „Freiheitlichen Klub im NÖ Landtag“, wobei Gottfried Waldhäusl zum Klubobmann und Erich Königsberger zu seinem Stellvertreter gewählt wurde. Dem „Grünen Klub im Niederösterreichischen Landtag“ steht wie bereits zuvor Madeleine Petrovic vor, ihre Stellvertreterin ist Helga Krismer-Huber.

### Landtagsabgeordnete
| Name                  | Fraktion | Anmerkung                                                                                       |
| --------------------- | -------- | ----------------------------------------------------------------------------------------------- |
| Adensamer Erika       | ÖVP      |                                                                                                 |
| Antoni Konrad         | SPÖ      | ab 20. November 2008 für Ewald Sacher                                                           |
| Bader Karl            | ÖVP      | Nach der Regierungsbildung als Ersatz für ein Regierungsmitglied angelobt                       |
| Balber Josef          | ÖVP      | am 7. Oktober 2010 für Helmut Doppler angelobt                                                  |
| Cerwenka Helmut       | SPÖ      | am 22. April 2010 ausgeschieden                                                                 |
| Doppler Helmut        | ÖVP      | bis 6. Oktober 2010                                                                             |
| Dworak Rupert         | SPÖ      |                                                                                                 |
| Edlinger Josef        | ÖVP      |                                                                                                 |
| Eigner Willibald      | ÖVP      |                                                                                                 |
| Enzinger Amrita       | Grüne    | ab 2. Oktober 2008 für Martin Fasan                                                             |
| Erber Anton           | ÖVP      |                                                                                                 |
| Fasan Martin          | Grüne    | bis 1. Oktober 2008                                                                             |
| Findeis Hermann       | SPÖ      |                                                                                                 |
| Gabmann Ernest        | ÖVP      | Nach der Wahl zum Landesrat am 1. Sitzungstag Mandatsrücklegung                                 |
| Gartner Franz         | SPÖ      |                                                                                                 |
| Grandl Franz          | ÖVP      |                                                                                                 |
| Gratzer Franz         | SPÖ      |                                                                                                 |
| Hackl Kurt            | ÖVP      | Nach der Regierungsbildung als Ersatz für ein Regierungsmitglied angelobt                       |
| Hafenecker Christian  | FPÖ      | am 1. Juli 2010 für Karl Schwab angelobt                                                        |
| Haller Hermann        | ÖVP      |                                                                                                 |
| Hauer Hermann         | ÖVP      |                                                                                                 |
| Heuras Johann         | ÖVP      | bis 26. Februar 2009 – danach Landesrat und später 2. Landtagspräsident für Herbert Nowohradsky |
| Hinterholzer Michaela | ÖVP      |                                                                                                 |
| Hintner Hans Stefan   | ÖVP      |                                                                                                 |
| Hofbauer Johann       | ÖVP      | Nach der Regierungsbildung als Ersatz für ein Regierungsmitglied angelobt                       |
| Huber Martin          | FPÖ      |                                                                                                 |
| Jahrmann Josef        | SPÖ      |                                                                                                 |
| Kadenbach Karin       | SPÖ      | bis 14. Juli 2009                                                                               |
| Karner Gerhard        | ÖVP      | Nach der Regierungsbildung als Ersatz für ein Regierungsmitglied angelobt                       |
| Kasser Anton          | ÖVP      | ab 26. Februar 2009 für Johann Heuras                                                           |
| Kernstock Otto        | SPÖ      |                                                                                                 |
| Königsberger Erich    | FPÖ      |                                                                                                 |
| Kraft Günter          | SPÖ      | am 22. April 2010 für Helmut Cerwenka angelobt                                                  |
| Krismer-Huber Helga   | Grüne    |                                                                                                 |
| Leichtfried Günther   | SPÖ      |                                                                                                 |
| Lobner René           | ÖVP      | am 19. Mai 2011 für Herbert Nowohradsky angelobt                                                |
| Lembacher Marianne    | ÖVP      |                                                                                                 |
| Maier Jürgen          | ÖVP      |                                                                                                 |
| Mandl Lukas           | ÖVP      |                                                                                                 |
| Michalitsch Martin    | ÖVP      |                                                                                                 |
| Mikl-Leitner Johanna  | ÖVP      | Nach der Wahl zum Landesrat am 1. Sitzungstag Mandatsrücklegung                                 |
| Mold Franz            | ÖVP      |                                                                                                 |
| Moser Karl            | ÖVP      |                                                                                                 |
| Nowohradsky Herbert   | ÖVP      | bis 28. April 2011                                                                              |
| Onodi Heidemaria      | SPÖ      |                                                                                                 |
| Penz Hans             | ÖVP      |                                                                                                 |
| Petrovic Madeleine    | Grüne    |                                                                                                 |
| Pröll Erwin           | ÖVP      | Nach der Wahl zum Landeshauptmann am 1. Sitzungstag Mandatsrücklegung                           |
| Pum Andreas           | ÖVP      |                                                                                                 |
| Razborcan Gerhard     | SPÖ      |                                                                                                 |
| Renner Karin          | SPÖ      |                                                                                                 |
| Rennhofer Franz       | ÖVP      |                                                                                                 |
| Riedl Alfred          | ÖVP      |                                                                                                 |
| Rinke Ingeborg        | ÖVP      |                                                                                                 |
| Rosenmaier Alfredo    | SPÖ      |                                                                                                 |
| Rosenkranz Barbara    | FPÖ      | Nach der Wahl zum Landesrat am 1. Sitzungstag Mandatsrücklegung                                 |
| Sacher Ewald          | SPÖ      | bis 27. Oktober 2008                                                                            |
| Schabl Emil           | SPÖ      | bis 30. Juni 2009                                                                               |
| Schneeberger Klaus    | ÖVP      |                                                                                                 |
| Schuster Martin       | ÖVP      |                                                                                                 |
| Schulz Manfred        | ÖVP      |                                                                                                 |
| Schwab Karl           | FPÖ      | bis 30. Juni 2010                                                                               |
| Sobotka Wolfgang      | ÖVP      | Nach der Wahl zum Landesrat am 1. Sitzungstag Mandatsrücklegung                                 |
| Sulzberger Benno      | FPÖ      | Nach der Regierungsbildung als Ersatz für ein Regierungsmitglied angelobt                       |
| Tauchner Edmund       | FPÖ      |                                                                                                 |
| Thumpser Herbert      | SPÖ      | am 2. Juli 2009 an Stelle von Emil Schabl angelobt                                              |
| Vladyka Christa       | SPÖ      | ab 1. Oktober 2009 für Karin Kadenbach                                                          |
| Waldhäusl Gottfried   | FPÖ      |                                                                                                 |
| Weiderbauer Emmerich  | Grüne    |                                                                                                 |
| Wilfing Karl          | ÖVP      | bis 28. April 2011, folgt Johann Heuras als Landesrat                                           |

## Quelle
- Sitzungsberichte des Landtags von Niederösterreich